# Katharina Fromm

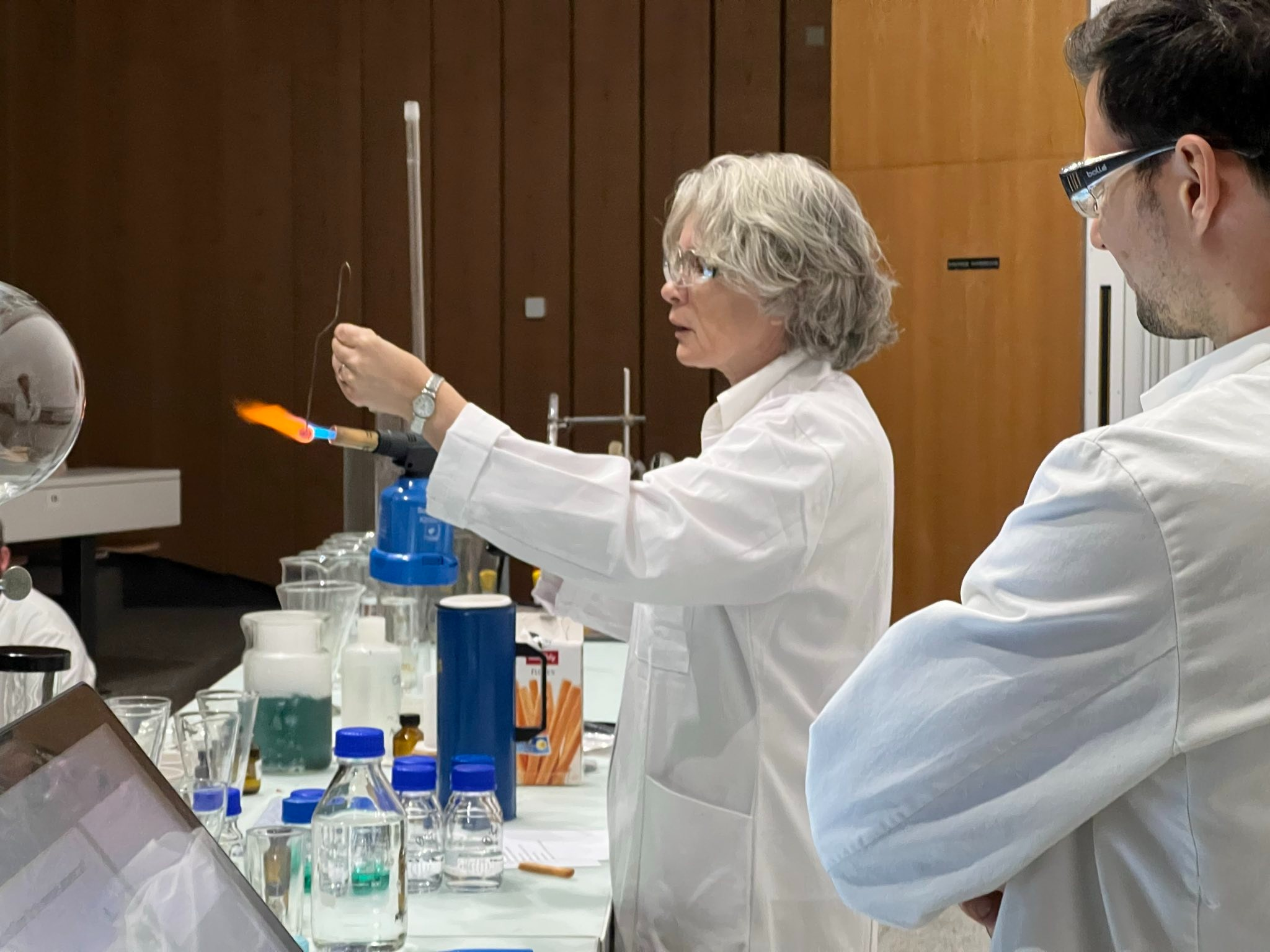
Katharina M. Fromm 2023 während einer Chemie-Show im Rahmen von explora, dem Campus-Festival der Universität Freiburg (CH).

Katharina M. Fromm (* 1968 in Deutschland) ist Chemieprofessorin und Rektorin an der Universität Freiburg (Schweiz).

## Leben
Katharina M. Fromm wurde in Deutschland geboren und wuchs in Frankreich, Deutschland und den USA auf. Ihre Leidenschaft für Chemie entstand bereits in ihrer Kindheit dank eines Chemiebaukastens. Sie studierte Chemie in Deutschland an der Universität Karlsruhe und in Straßburg, Frankreich, an der Ecole des Hautes Etudes des Industries Chimiques. Während des Doktorats 1991–1994 forschte sie zu metallorganischen Verbindungen an der Universität Karlsruhe. Ihre Habilitation erlangte sie an der Universität Genf im Jahr 2002.
Katharina M. Fromm ist seit dem Oktober 2006 als ordentliche Professorin innerhalb des Lehrstuhls für anorganische Chemie an der Universität Freiburg tätig. Der Fokus liegt auf der bioanorganischen Chemie von Nanopartikeln, Silber und Silberverbindungen. Im Rahmen der Nationalen Forschungsschwerpunkte (NFS) forscht sie mit ihrer Gruppe an Polymeren mit neuen Mechanophoren. So entwickelte sie einen Sensor, der durch eine chemische Reaktion nur dann antibakterielle Silberpartikel freigibt, wenn ein schädliches Bakterium vorhanden ist. Der Einsatzbereich ist vielseitig, so soll mit gesundheitsschädigen Listerien befallene Rohmilch schon vor der Verarbeitung erkannt werden. Katharina M. Fromms große Leidenschaft gilt dem Element Silber und die Einsatzgebiete reichen von Hüftprothesen bis hin zu Zahnimplantaten.
Im Februar 2024 wurde Katharina M. Fromm neue Rektorin der Universität Freiburg und trat somit die Nachfolge von Astrid Epiney an. Davor war sie Vizerektorin Forschung & Innovation. Des Weiteren ist sie Vertreterin der Universität Freiburg im Stiftungsrat der Marcel Benoist Stiftung, die jährlich den Schweizer Wissenschaftspreis Marcel Benoist verleiht.

## Auszeichnungen
Fromm erhielt zahlreiche Auszeichnungen, Preise und Anerkennungen:
- Innovations Award Elektrizitätswerke des Kantons Zürich (EKZ)
- Ernennung zum ersten europabasierten „Fellow“ der American Chemical Society (Class 2013)
- Ernennung zum Fellow der European Academy of Sciences EURASC (2017)
- Mitglied der Europäische Akademie der Wissenschaften und Künste (2018)
- Prix Jaubert der Universität Genf (2018)
- Ernennung zum „Chemistry Europe Fellow“ (Class 2018/2019)
- Wahl zum Mitglied der Schweizerischen Akademie für Technische Wissenschaften SATW (2020)

## Sonstiges
Katharina M. Fromm ist nicht nur in wissenschaftlichen Artikeln präsent, auch im Globi-Kinderbuch mit dem Titel „Chemie mit Globi; Globi forscht und entdeckt“ wird die Wissenschaftlerin abgebildet. Fromm ist ehrenhalber Mitglied des Advisory Boards der Buchreihe „Lives in Chemistry“, engagierte sich als Mentorin bei der Schweizerischen Studienstiftung zwischen 2008 und 2023 und organisiert zusammen mit anderen Mitgliedern des Departements für Chemie regelmäßig Chemieshows z. B. für Schulklassen, anlässlich von explora (dem Campus-Festival der Universität Freiburg) oder für gute Zwecke (z. B. für Erdbebenopfer in Haiti 2010). Die Shows richten sich insbesondere an Kinder, eignen sich aber auch für Erwachsene. Von 2011 bis 2019 war sie Forschungsrätin beim Schweizerischen Nationalfonds, davon ab 2016 Vizepräsidentin des Forschungsrats.
- Expertin der Polish Science Foundation, dem Health and Medical Research Fund Hongkong, der Deutschen Forschungsgemeinschaft und des HCÉRES (Haut Conseil de l'évaluation de la recherche et de l'enseignement supérieur)
- Begutachterin für JACS, Crystal Growth & Design, Inorg. Chem., Angew. Chem., Chem. Eur. J., Chem. Commun., CrystEngComm
- Gastherausgeber bei Materials and Chimia
- Ehemalige Präsidentin der Frimat & Swiss Society of Crystallography
- Ehemalige Präsidentin des Chemistry Departments
- Ehemaliges Vorstandsmitglied der Academies of Sciences Chemistry Platform
- Ehemaliges Vorstandsmitglied des 125-Jahre-Jubiläumsausschusses der Universität Fribourg
- Vorsitzende und Hauptorganisatorin des European Crystallography Meetings ECM-30 2016 in Basel
- Organisatorin der jährlichen Fribourg Chaim Weizmann Lectureship
- Ehemaliges Mitglied des Research Council of the Swiss National Science Foundation (Präsidentin der Division IV und Vizepräsidentin des Councils)